# آغا محمد رحيم
آغا محمد رحيم بن عبد النبي الحِلّي تاجرٌ ووكيل سري لبريطانيا في مدينة أبي شهر ما بين الأعوام 1860 و1893، ووكيل بريطاني معتمد في البحرين بين سنة 1893 و1900م، وكان منصبه تابعاً للمقيمية السياسية البريطانية في الخليج العربي في مدينة أبي شهر، كان أولئك الوكلاء ينتخبهم التجارُ وتوافق عليهم حكومة الهند البريطانية، كان لآغا محمد رحيم دورٌ في مفاوضات الاتفاقية الإنكليزية الكويتية 1899 وهو الشاهد العربي الوحيد عليها.

## آل صفر
محمد رحيم بن الحاج عبد النبي بن محمد علي صفر الحِلّي من عائلة آل صفر، وصفر عربي من مدينة الحِلّة في بلاد الرافدين، يحتملُ أنه قد كانت ولادتُه في أربعينيات القرن الثامن عشر، وربما كان وجيهاً ثرياً، انتقل صفر في سنوات حياته الأخيرة إلى أبي شهر في شرق ساحل الخليج العربي، وتوفي هناك، قال محمد رحيم، ابن عبد النبي «أنا من أصول عربية، لكن عائلتي مكثت لسنوات في فارس. منذ حوالي ست سنوات حصلت على الجنسية التركية. لدي أملاك في منطقة نخيل البصرة. والدي كان الوكيل البريطاني في البحرين في عهد الكولونيل (بيلي)؛ وبعدها كان ابن أخي، آغا حجي أحمد، كان وكيلاً أيضاً، وبعد وفاته تسلمتُ مسئولية البريد (المراسلات السرية)، قبل حوالي ست سنوات. ومهمة البريد دائماً كانت بيد عائلتي؛ ولا أحد ممن لم يرتبط بعائلتنا حمل هذه المهمة. ونحن في الأساس وافقنا على هذا العمل للحصول على الحماية البريطانية، بالنسبة لوضعي وموقعي في البحرين، فأنا اعُتبر تابعاً لتركيا (مواطن تركي)، لكنني أتمتع بالحماية البريطانية باعتباري وكيلاً بريطانياً". عملَ 6 رجال من آل صفر لصالح حكومة الهند البريطانية من سنة 1829 حتى 1900. آغا محمد رحيم له ذرية في عدة بلدان، منهم آل صفر البحرينيون من زوجته الكربلائية العربية الشيعية، يقول ذرية آغا محمد رحيم إن أسلافهم شيعة من جنوب العراق.

## الاتفاقية الإنكليزية الكويتية
قالت سعاد الصباح في كتابها (مبارك الصباح مؤسس دولة الكويت الحديثة) "وحسب ما ورد في الوثائق البريطانية، فقد كان أول اتصال من جانب الشيخ في ١٥ فبراير/شباط ١٨٩٧ من خلال صديقه محمد رحيم بن عبد النبي صفر، الوكيل السياسي البريطاني في البحرين، الذي أعرب له عن رغبته في لقاء أحد المسؤولين البريطانيين في بوشهر. ولما كانت السياسة البريطانية وقتذاك تتضمن عدم الاتصال مع شيوخ المناطق التي تعتبرها بريطانيا جزءاً من الدولة العثمانية، فإن الشيخ لم يتلق رداً على طلبه. وفي نهاية مارس/آذار، أرسل الشيخ مبارك إلى صديقه في البحرين مرة أخرى مذكراً إياه بأنه مازال ينتظر إجابة على طلبه الذي تقدم به. وبعد مناقشات مطولة في أروقة الديبلوماسية البريطانية شملت المقيم السياسي في بوشهر وحكومة الهند البريطانية في الهند ووزارة الخارجية في لندن، تم الاتفاق على فتح قناة اتصال مع الشيخ مبارك.
وتم إبلاغ محمد رحيم صفر بترتيب لقاء للشيخ مع جاسكن مساعد المقيم السياسي في بوشهر في المحمرة يوم ٢٩ أبريل/نيسان.
".